# 7 sekund
7 sekund (ang. tytuł 7 Seconds) – film akcji z 2005 roku w reżyserii Simona Fellowsa. W rolach głównych wystąpili Wesley Snipes, Deobia Oparei, Tamer Hassan czy Tamzin Outhwaite. Produkcja była wydana bezpośrednio na wideo.

## Fabuła
John Tuliver (Wesley Snipes) to były komandos amerykańskiej jednostki specjalnej Delta Force. Zajmuje się kradzieżami. Podczas napadu na furgonetkę przewożącą obraz Van Gogha, jeden z członków jego grupy zostaje porwany przez rosyjskich gangsterów. Teraz Tuliver musi odbić przyjaciela i wyrównać rachunki z gangsterami.

## Produkcja
Zdjęcia do filmu były kręcone w Bukareszcie.

## Obsada
- Wesley Snipes jako Jack Tuliver
- Tamzin Outhwaite jako Kelly Anders
- Dhobi Opareijako Spanky
- Georgina Rylance jako Suza
- Pete Lee-Wilson jako Alexsie Kutchinov
- Serge Soric jako Mikhail
- Andrei Ionescu jako Frank 'Bull' Mercea
- Adrian Lukis jako Vanderbrink
- Adrian Pintea jako Grapini
- Corey Johnson jako Tool
- George Anton jako Banner
- Tamer Hassan jako Rahood